# Most Matadi
Most Matadi – wiszący most nad rzeką Kongo w Matadi, w Demokratycznej Republice Konga. Został ukończony w 1983 roku przez konsorcjum japońskich firm. Z długością między filarami 520 metrów był to najdłuższy most wiszący w Afryce do roku 2018, gdy otwarto Most Maputo–Katembe.
Most Matadi jest jedynym stałym przejściem przez dolne i środkowe odcinki rzeki Kongo. Puszczając główną autostradę łączącą kongijską stolicę Kinszasę, z wybrzeżem Atlantyku, 722-metrowy most odgrywa istotną rolę w krajowej infrastrukturze transportu lądowego.
Pierwotnym celem budowy mostu była budowa linii kolejowej łączącej Matadi i Banana. Cel ten nie został nigdy zrealizowany. 